# مارکو یاریچ
مارکو یاریچ (سیریلیک صربی: Марко Јарић؛ زادهٔ ۱۲ اکتبر ۱۹۷۸) بازیکن بسکتبال اهل صربستان است.
از باشگاه‌هایی که در آن بازی کرده‌است می‌توان به ممفیس گریزلیز، باشگاه بسکتبال رئال مادرید، مینه‌سوتا تیمبرولوز، باشگاه بسکتبال ستاره سرخ بلگراد، و لس آنجلس کلیپرز اشاره کرد.
وی در مسابقات کشوری و بین‌المللی در مجموع برندهٔ ۳ مدال طلا شده‌است.